# Międzynarodowa Szkoła Nauk Politycznych w Katowicach
Międzynarodowa Szkoła Nauk Politycznych w Katowicach (fr. École Internationale des Sciences Politiques de Katowice) – jednostka naukowo-dydaktyczna utworzona w listopadzie 1993 jako instytucja wspólna Uniwersytetu Śląskiego w Katowicach, Instytutu Nauk Politycznych w Bordeaux we Francji (fr. Institut d’études politiques de Bordeaux) oraz Wydziału Nauk Politycznych Katolickiego Uniwersytetu w Louvain w Belgii (fr. Département des sciences politiques de l'université catholique de Louvain-la-Neuve). Jej siedziba mieści się na trzecim piętrze gmachu Wydziału Nauk Społecznych Uniwersytetu Śląskiego.
MSNP (fr. EISP) kształci w dziedzinie nauk politycznych. Jej celem jest przygotowanie kadr dla wyższej administracji publicznej, zaś szczególnym zadaniem jest uczulenie młodych Polaków na problemy współczesnego świata oraz skłonienie ich do refleksji nad przyszłością Polski i Europy.
Kryterium przyjęcia do szkoły jest ukończenie II roku studiów wyższych na dowolnym kierunku lub ukończenie kolegium językowego, umiejętność posługiwania się językiem francuskim oraz pozytywny wynik rozmowy kwalifikacyjnej. Rozmowa odbywa się w języku francuskim i dotyczy znajomości kultury, historii i aktualnej sytuacji społeczno-politycznej ze szczególnym uwzględnieniem Polski i Francji. Studia w MSNP są bezpłatnie, prowadzone w systemie stacjonarnym, trwają trzy lata i kończą się uzyskaniem tytułu magistra politologii Uniwersytetu Śląskiego.
Językami wykładowymi są francuski i polski. Zajęcia obejmują różnorodne przedmioty m.in. z dziedziny prawa, stosunków międzynarodowych, socjologii, historii i ekonomii, a prowadzone są według metody stosowanej we francuskich instytutach nauk politycznych. Połowa wykładowców to profesorowie z Francji i Belgii. Szkoła stale nawiązuje nowe kontakty z partnerami zagranicznymi, m.in. z Instytutem Nauk Politycznych w Lille oraz z Instytutem Nauk Politycznych w Strasburgu.
MSNP powstała dzięki wsparciu Fundacji Francja-Polska dla Europy, a obecnie jest członkiem Agence Universitaire de la Francophonie (AUF). Prowadzi również wymianę studentów w ramach programu Socrates-Erasmus.